# Peerless Motor Car Company
La Peerless Motor Car Company fue un fabricante de automóviles estadounidense que produjo la marca Peerless de automóviles en Cleveland, Ohio, entre 1900 y 1931. Una de las "Tres P" (Packard, Peerless y Pierce-Arrow) la empresa era conocida por la construcción de automóviles de lujo de alta calidad. Popularizó una serie de innovaciones de vehículos que luego se convirtieron en equipos estándar, incluidos los frenos de tambor y los primeros automóviles de producción en serie con carrocería cerrada.

## Historia

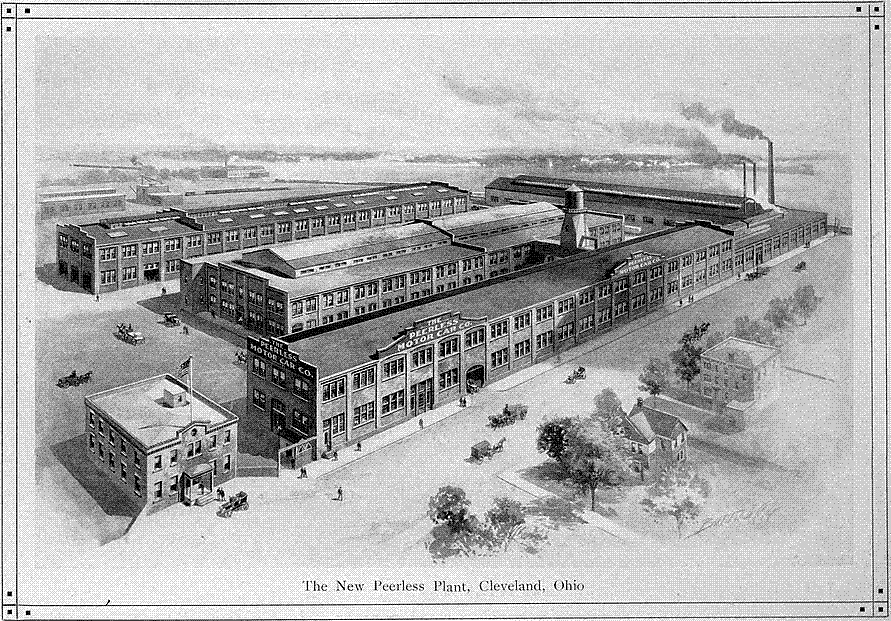
Factoría de la Peerless Motor Company, años 1910

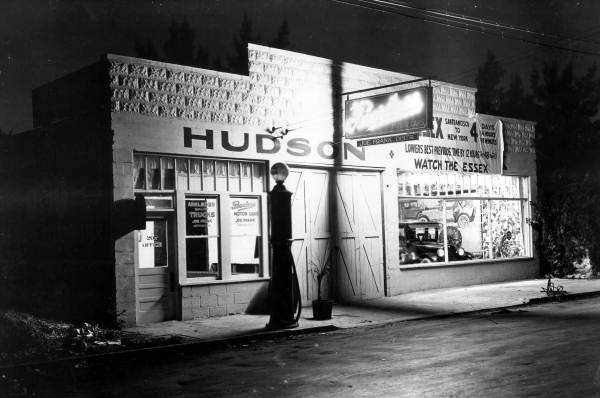
Concesionario Peerless en Florida, hacia 1926

Establecida en Cleveland en 1900 en el número 43 de Lisbon Street, Peerless Motors fue fundada por el ingeniero Louis P. Mooers. En su idea de producir automóviles, Mooers planificó la producción de automóviles que se destacasen por su lujo y refinado diseño, que sean catalogados como "sin iguales" de comparación. Por esta razón, Mooers terminó bautizando su marca y compañía como "Peerless", término cuya traducción al idioma español es "sin igual", afirmando su estampa de exclusividad.
En su primeras acciones, Peerless comenzó a producir "motores" De Dion-Bouton bajo licencia de la compañía francesa. El ingeniero Louis P. Mooers diseñó los primeros modelos Peerless, así como varios motores patentados. Los primeros vehículos de la marca Peerless aparecieron en 1902, con un motor montado en la parte delantera que impulsaba las ruedas traseras a través de un eje, solución que se convertiría en el tipo de propulsión estándar. En 1904, Mooers diseñó el coche de carreras denominado Green Dragon y contrató a Barney Oldfield para conducirlo. El Green Dragon aportó notoriedad y éxito a Peerless, ya que Oldfield lo utilizó para establecer varios récords mundiales de velocidad de automóviles.

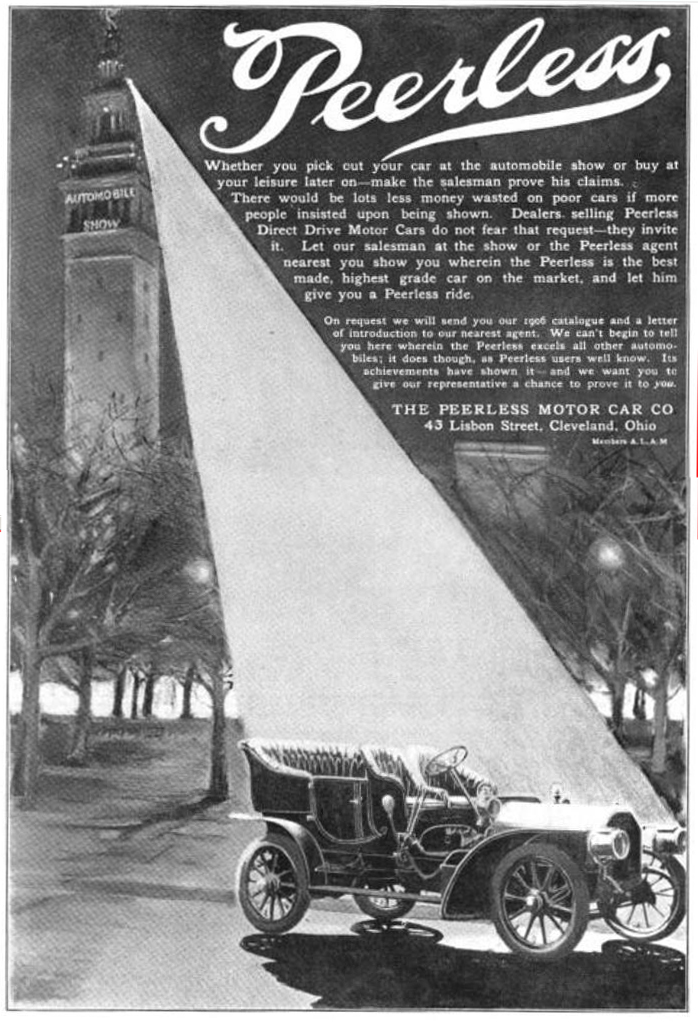
Anuncio de Peerless (1905)

En 1905, el Green Dragon de 35 caballos de potencia compitió en la primera carrera de 24 horas disputada en Columbus (Ohio). Pilotado por Earnest Bollinger, Aurther Feasel y brevemente por Barney Oldfield, el Peerless lideró la carrera durante la primera hora antes de estrellarse contra una cerca y luego terminar en tercer lugar.
De 1905 a 1907, la compañía experimentó una rápida expansión en tamaño y volumen de producción. A medida que crecía su fama, la comenzó a producir modelos cada vez más caros con un enfoque en el lujo. En 1911 sería una de las primeras compañías automotrices en introducir iluminación eléctrica en sus vehículos, con el arranque eléctrico disponible en 1913. En 1915, la firma presentó su primer motor V8, con la intención de competir con el Cadillac V8 presentado un año antes. Este modelo se convirtió en el vehículo de producción básico de Peerless hasta 1925, cuando se utilizaron por primera vez en los modelos Peerless motores producidos por otros fabricantes.
Durante Primera Guerra Mundial, Peerless fabricó chasis para camiones y vehículos militares.
Uno de esos vehículos, el vehículo blindado Peerless, fue fabricado para Gran Bretaña, siendo la Austin Motor Company de Birmingham el fabricante de la carrocería blindada y Peerless la empresa encargada de construir el chasis en Cleveland, Ohio.
En 1929, toda la gama Peerless se rediseñó para competir con otros vehículos producidos por Stutz y Marmon. Este movimiento vio un aumento de las ventas, y para 1930 se llevó a cabo otra actualización de diseño. El V8 diseñado por Peerless fue reemplazado por un Continental de 8 cilindros en línea como una medida de ahorro. Sin embargo, la Gran Depresión que comenzó en 1929 redujo considerablemente las ventas de automóviles de lujo. Peerless redujo su producción e intentó comercializar una línea de vehículos para los estadounidenses ricos que no se vieron afectados por la depresión. En 1930-1931, encargó a Murphy Body Works que diseñara lo que la compañía imaginó como su modelo de 1933. La tarea se le asignó a un joven Frank Hershey, quien produjo un vehículo notablemente sencillo y elegante. Un único Peerless con motor V16 se terminó en junio de 1931, el último jamás producido.
La compañía siguió siendo un negocio inactivo hasta que el final de la ley seca en 1933 permitió la fabricación de alcohol. Peerless renovó su fábrica por entonces y obtuvo una licencia para elaborar cerveza bajo las marcas Carling Black Label y Red Cap ale de la Brewing Corporation of Canada.
El único prototipo del modelo concebido por Frank Hershey permaneció en la fábrica Peerless hasta el final de la Segunda Guerra Mundial, y ahora es propiedad del Museo Crawford de Auto-Aviación.
Los siguientes vehículos Peerless son considerados "autos clásicos" por el Classic Car Club of America (CCCA): 1925 Serie 67; 1926-1928 Serie 69; 1929 Model Eight-125; 1930-1 Custom 8 y 1932 Deluxe Custom 8. Sin embargo, todos los vehículos Peerless se consideran coleccionables.

## Galería de modelos seleccionados

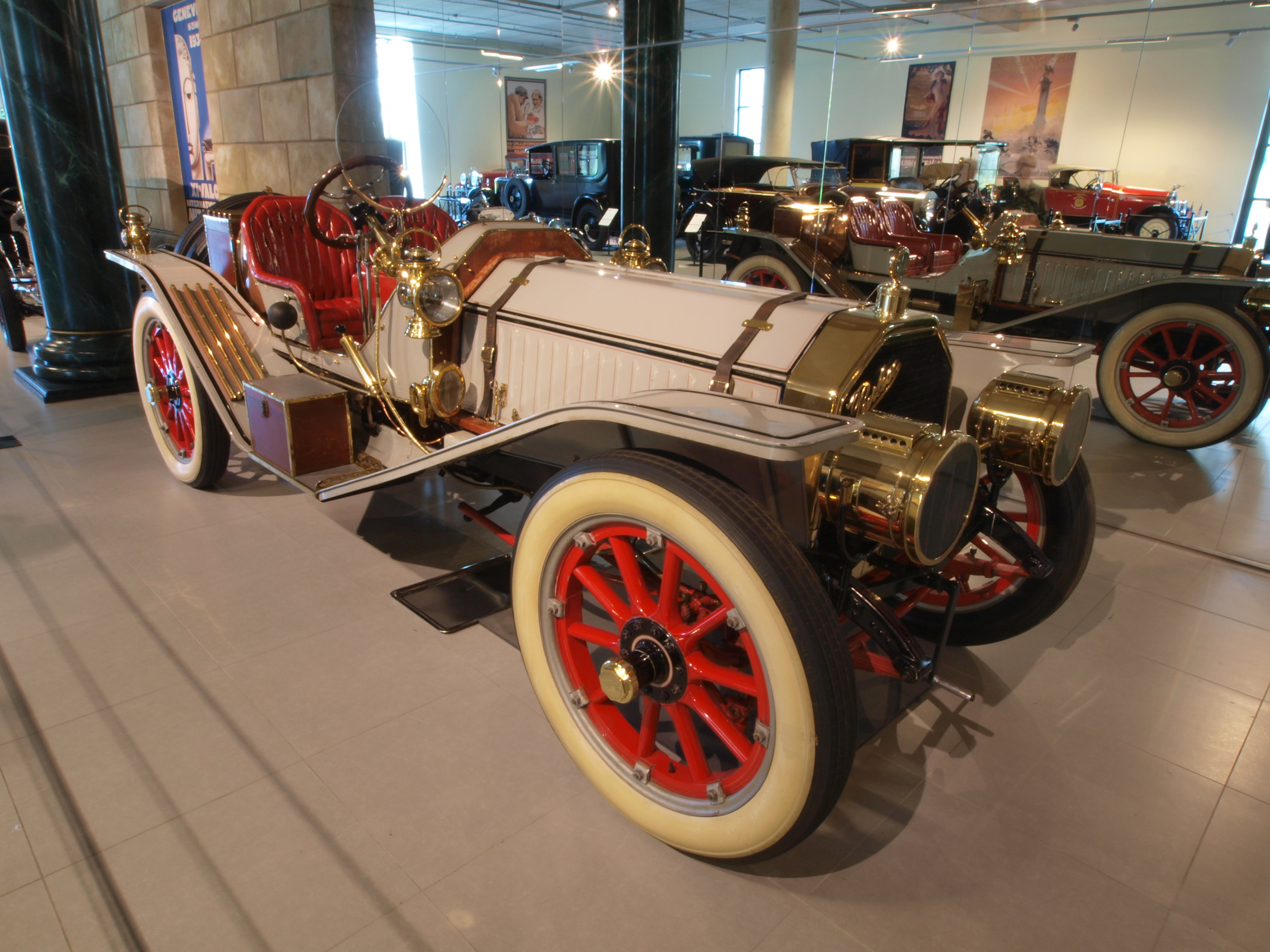
Peerless Modelo 32 (1911)
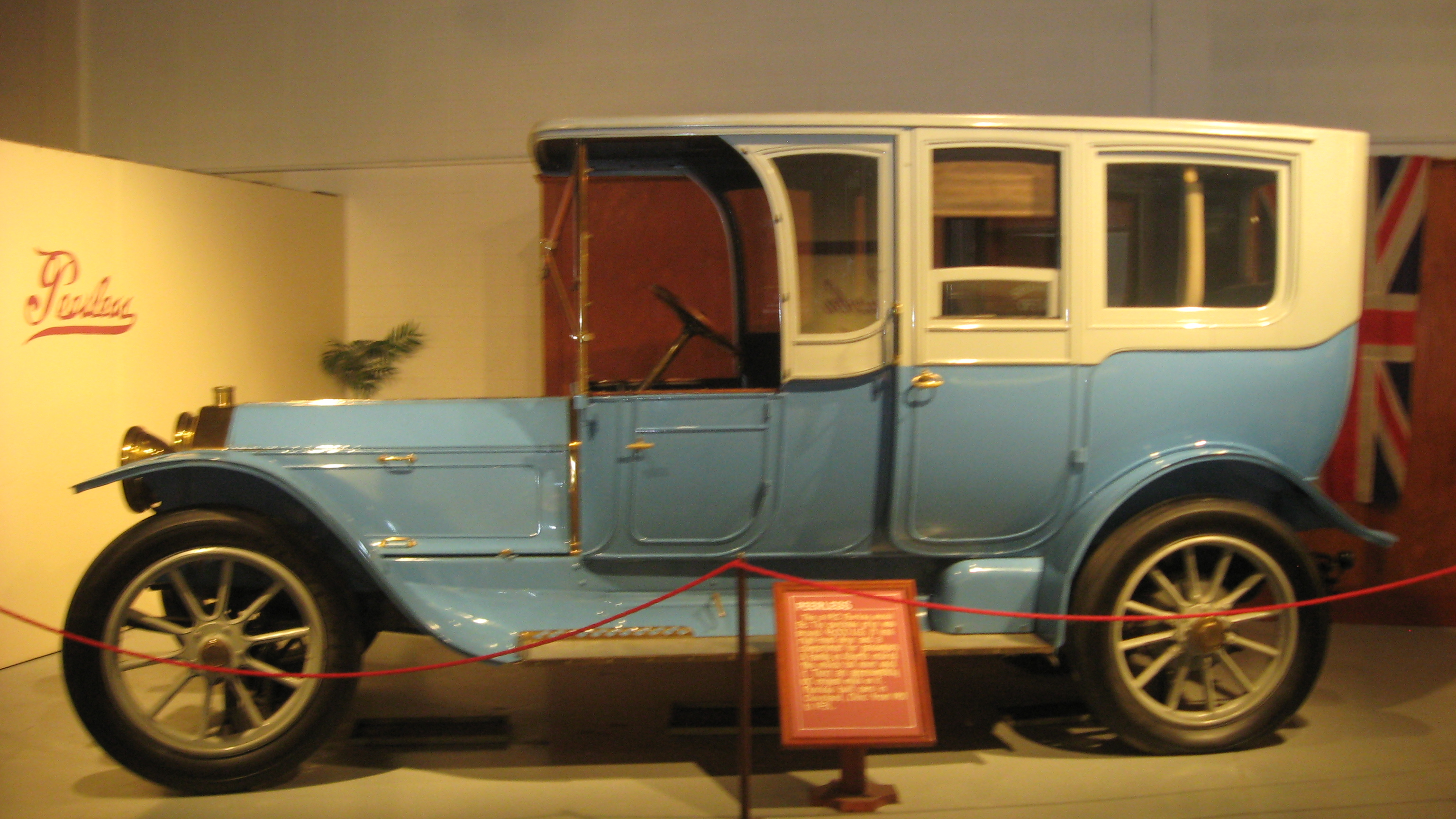
Peerless Modelo 36 (1912)
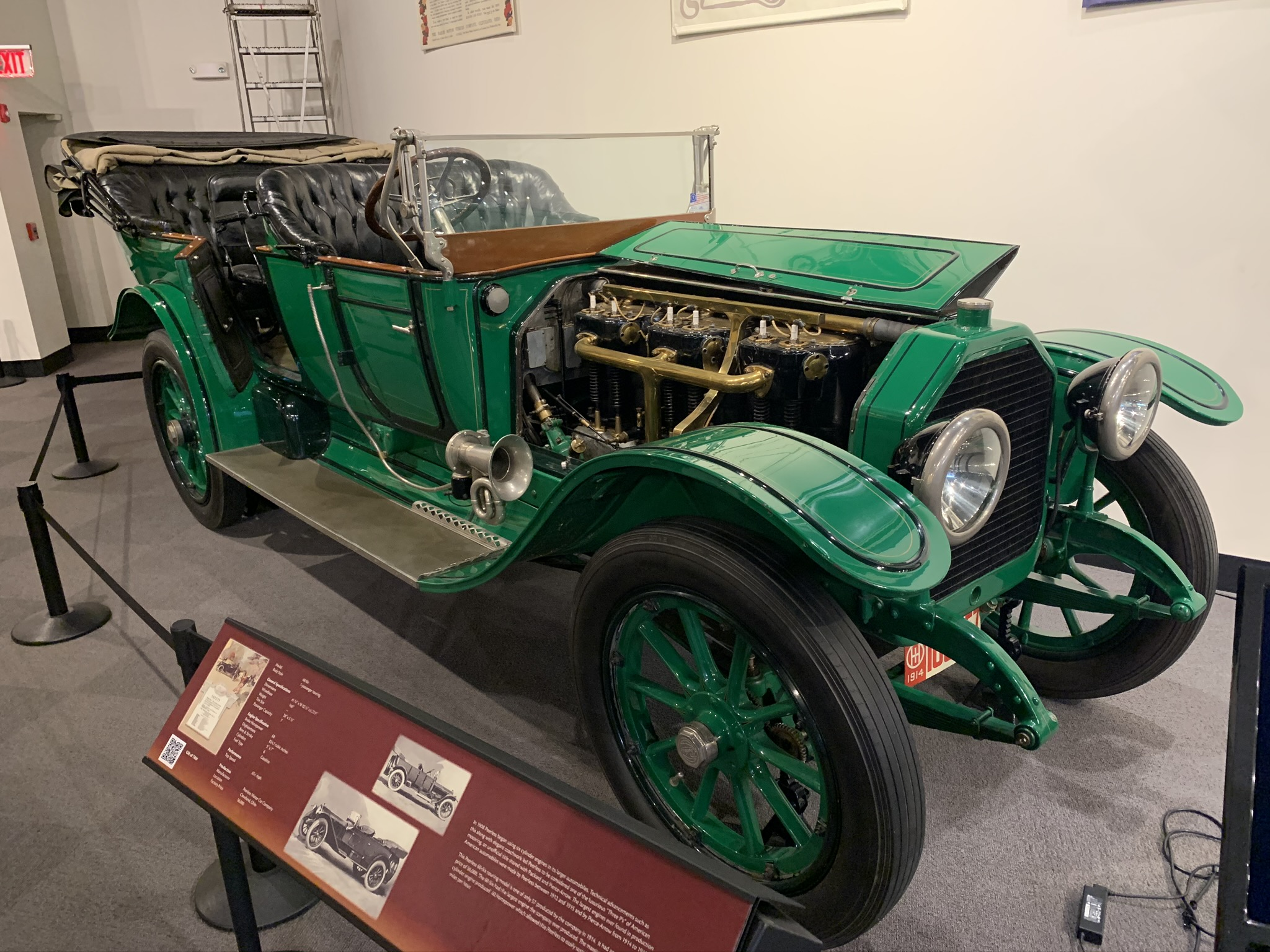
Peerless (1914)
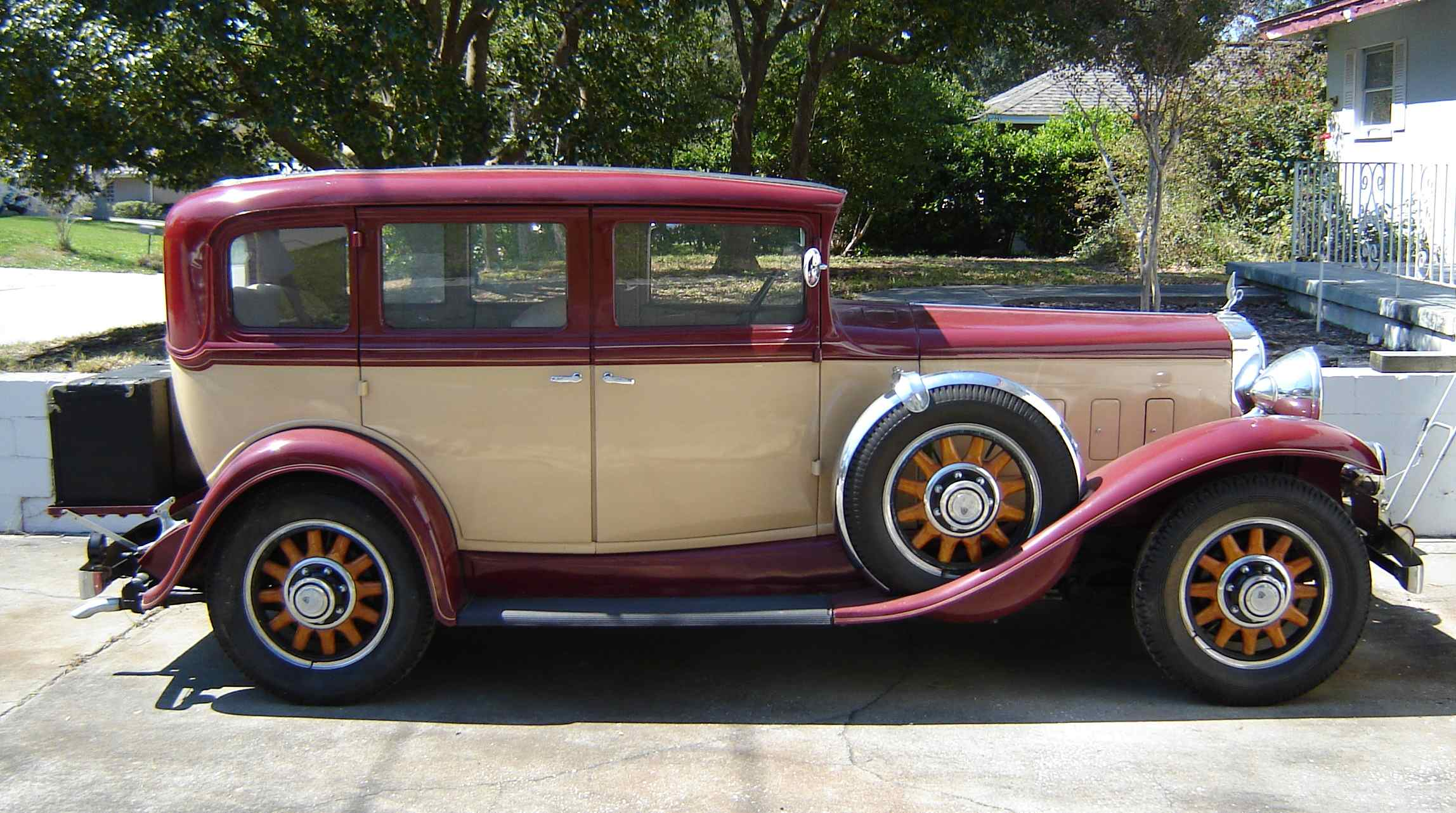
Peerless (1931)
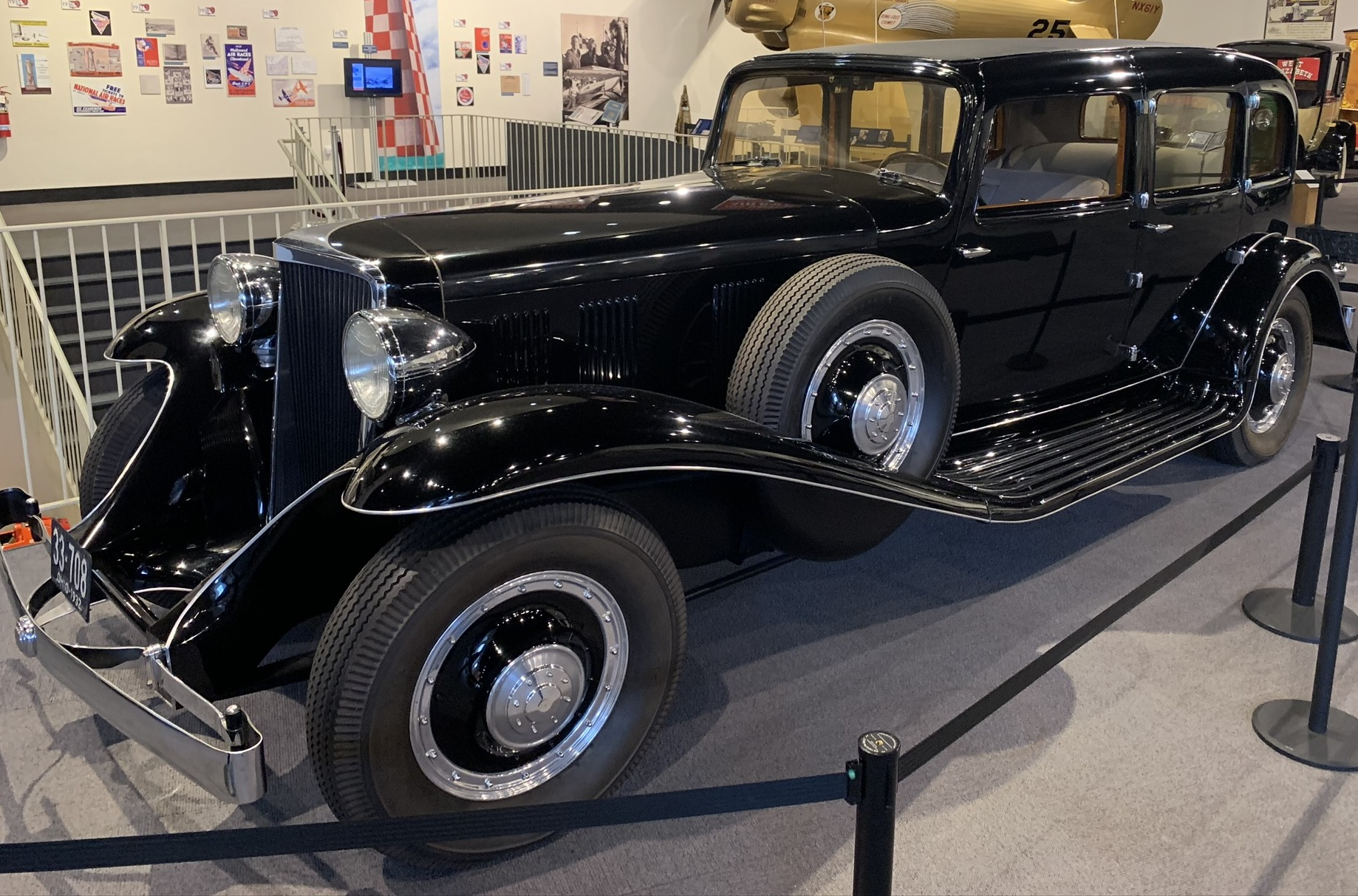
Peerless (1932)